# Raveniopsis cowaniana
Raveniopsis cowaniana är en vinruteväxtart som beskrevs av J.A. Steyermark & Luteyn. Raveniopsis cowaniana ingår i släktet Raveniopsis och familjen vinruteväxter. Inga underarter finns listade i Catalogue of Life.